# 2084
Rok 2084 (MMLXXXIV) gregoriánského kalendáře začne v sobotu 1. ledna a skončí v neděli 31. prosince.

## Předpokládané a naplánované události
- Dojde k tranzitu Země z Marsu.
- Podle OSN dosáhne lidská populace vrcholu.